# Ratusz w Opalenicy
Ratusz w Opalenicy – zabytkowy ratusz, zlokalizowany w centrum Opalenicy.
Pierwszy opalenicki ratusz był zbudowany w XVII w. z drewna i mieścił się na środku rynku. Prócz władz miejskich stanowił siedzibę więzienia i urzędu miar. Został rozebrany w 1884.
Istniejący ratusz został zbudowany w 1897 z cegły w eklektycznym stylu, na podstawie projektu grodziskiego budowniczego W. Dolsciusa kosztem 41 900 marek. Na parceli wcześniej mieściła się wikaryjka. Dwukondygnacyjny budynek został zrealizowany na planie prostokąta, z dwuspadowym dachem, na którego środku znajduje się niewielka wieżyczka zwieńczona blaszanym hełmem i kopułami. Bryłę budynku urozmaicają ozdobna wieżyczka po północno-zachodniej stronie i pseudobarokowy, trójkątny szczyt od strony południowo-zachodniej. Podczas remontu w 1909 roku zainstalowano w ratuszu pompę do tłoczenia wody w instalacji wewnętrznej.
W ratuszu urzędują władze miejskie oraz Urząd Stanu Cywilnego. Przed ratuszem stoi pomnik powstańców wielkopolskich projektu Kazimierza Bogdańskiego.